# Convention de Vienne sur les relations diplomatiques
Pour les articles homonymes, voir Convention de Vienne.
La convention de Vienne sur les relations diplomatiques est un traité international réglant les rapports diplomatiques entre États, l'immunité du personnel diplomatique et l'inviolabilité des ambassades. Elle a été adoptée le 18 avril 1961 à Vienne (Autriche) et est entrée en vigueur le 24 avril 1964. Elle a été complétée en 1963 par la convention de Vienne sur les relations consulaires.

## Histoire
Lorsque l'ONU décide d'organiser des débats autour d'une convention sur les relations diplomatiques, le gouvernement autrichien propose qu'elle ait lieu à Vienne, en hommage à l'adoption du règlement sur les agents diplomatiques qui devait être annexé à l'acte final du congrès de Vienne de 1815. L'Autriche prend à sa charge les frais supplémentaires résultant de la tenue des débats en-dehors du siège new-yorkais de l'ONU.
Plusieurs États, dont la Côte d'Ivoire, Chypre, l'Islande et la Nouvelle-Zélande, déclinent l'invitation, et d'autres notifient qu'ils ne participeront pas, comme Monaco, la Jordanie et le Cameroun. Quatre-vingt États participent donc à la conférence. 

## Contenu
La convention fixe plusieurs règles de droit international en matière de relations diplomatiques.
Son article 9 indique que lorsque deux États ont des relations diplomatiques établies, l'un des deux États peut rompre la relation diplomatique et déclarer le personnel de l'ambassade persona non grata ; dans ce cas, l'autre État doit rapatrier le personnel diplomatique dans un délai raisonnable, sans quoi il perdra son immunité diplomatique.
L'article 22 indique que le territoire d'une ambassade est inviolable et ne peut pas faire l'objet d'intrusion du pays sur lequel elle se situe, hors autorisation préalable. Cela s'applique également à la résidence des diplomates (article 30).
L'article 24 prévoit que les archives et documents d'une mission diplomatique sont inviolables et ne doivent pas faire l'objet de saisies par l'autre pays.
L'article 27 dispose que le pays d'accueil de la mission diplomatique doit permettre des communications libres et protégées entre les diplomates et leurs pays d'origine. Les courriers diplomatiques ne peuvent être interceptés, et leurs porteurs ne peuvent être arrêtés.
L'article 29 consacre l'immunité diplomatique ; l'article 31 précise que les activités professionnelles du diplomate en dehors de ses fonctions rattachables à sa fonction de diplomate ne sont pas couvertes par l'immunité diplomatique. L'article 34 permet aux diplomates d'être exempté des impôts. L'article 37 précise que les membres de la famille des diplomates bénéficient des mêmes protections que les diplomates eux-mêmes.

## Adoption
Elle est entrée en vigueur pour la France le 30 janvier 1971 à la suite du dépôt par la France des instruments de ratification le 31 décembre 1970. Sa ratification avait été autorisée par la loi n° 69-1039 du 20 novembre 1969 (Journal officiel du 21 novembre 1969) et elle été publiée au Journal officiel par un décret du président de la République en date du 29 mars 1971 (JORF du 17 avril 1971).